# Pulau Damar
Pulau Damar är en ö i Indonesien.   Den ligger i provinsen Moluckerna, i den östra delen av landet, 2 400 km öster om huvudstaden Jakarta. Arean är 194 kvadratkilometer.
Terrängen på Pulau Damar är kuperad. Öns högsta punkt är 857 meter över havet. Den sträcker sig 17,3 kilometer i nord-sydlig riktning, och 19,6 kilometer i öst-västlig riktning.  I omgivningarna runt Pulau Damar växer i huvudsak städsegrön lövskog.